# کوکابورای خندان
کوکابورای خندان (نام علمی: Dacelo novaeguineae) نام یک گونه از سرده کوکابورا است و در کشورهای استرالیا، تاسمانی و نیوزیلند زندگی می‌کند.